# Ehsan Ghaem Maghami
Ehsan Ghaem Maghami, pers. احسان قائم مقامی (ur. 11 sierpnia 1982) – irański szachista, arcymistrz od 2001 roku.

## Kariera szachowa
Od 1994 r. wielokrotnie reprezentował swój kraj na mistrzostwach świata juniorów w różnych kategoriach wiekowych (najlepszy wynik: Oropesa del Mar, 2000, dz. IV m. w MŚ do lat 18). Trzy razy zakwalifikował się do pucharowych turniejów o mistrzostwo świata, nie osiągając jednak sukcesów (w 2000 i 2001 r. odpadł w I rundach – odpowiednio z Christopherem Lutzem i Aleksandrem Griszczukiem, natomiast w 2004 w I rundzie pokonał Rafaela Waganiana, ale w II przegrał z Rustamem Kasimdżanowem). Jest wielokrotnym medalistą indywidualnych mistrzostw Iranu, m.in. czterokrotnie złotym (2002, 2006, 2008, 2015) i srebrnym (2001). Dwukrotnie zdobył brązowe medale akademickich mistrzostw świata, w latach 2004 (w Stambule) i 2006 (w Lagos).
Sukcesy na arenie międzynarodowej:
- 2001 – trzykrotnie w Kalkucie (dz. III m. w indywidualnych mistrzostwach Azji, za Xu Junem i Saidali Juldaczewem, dz. III m. w otwartym turnieju Goodricke, za Andriejem Charłowem i Josephem Gallagherem, dz. III m. w turnieju AICF Golden Jubilee, za Tachirem Wachidowem i Krishnanem Sasikiranem), Teheran (turniej strefowy, II m. za Mohamadem Al-Modiahkim),
- 2002 – Raipur (dz. II m. za Krishnanem Sasikiranem, wspólnie z Andriejem Szarijazdanowem), Kalkuta (turniej Goodricke, dz. III m. za Šarūnasem Šulskisem i Krishnanem Sasikiranem),
- 2003 – Doha (II m. w mistrzostwach Azji, za Krishnanem Sasikiranem), Saana (I m.), Teheran (I m.), Dubaj (I m.), Kish (I m.),
- 2004 – Port Erin (dz. I m. wspólnie z Piotrem Kiriakowem), dz. II m. w Teheranie (za Walerijem Niewierowem, wspólnie z Jewgienijem Glejzerowem), Bejrut (turniej strefowy, I m.),
- 2005 – Kish (dz. I m. wspólnie z Elshanem Moradiabadim, Tigranem Petrosjanem i Jewgienijem Glejzerowem), Drezno (dz. I m. wspólnie ze Svenem Joachimem(inne języki) i Wadimem Małachatko),
- 2007 – Reszt (I m.), Drezno (I m., wspólnie z Robertem Kempińskim), Ahwaz (dz. I m. wspólnie z Mortezą Mahjoobem i Tigranem Kotanjanem), Dhaka (I m.), Abu Zabi (dz. II m. za Bassemem Aminm, wspólnie z Humpy Koneru, Karenem Asrianem i Walerijem Niewierowem), Liverpool (dz. I m. wspólnie z Jurijem Wowkiem, Bogdanem Laliciem, Alexandre Dgebuadze, Emanuelem Bergiem, Danielem Gormallym, Kjetilem Lie i Danielem Fridmanem),
- 2008 – Urmia (I m.), Dubaj (dz. I m. z Merabem Gagunaszwilim, Wesleyem So i Li Chao).
- 2009 – Teheran (zwycięstwo nad Anatolijem Karpowem w meczu Mate of the King)[7],
- 2013 – Bad Ragaz (dz. I m. wspólnie z Viestursem Meijersem)[8].
- 2014 – Montreal (turniej Canadian Open, dz. I m. wspólnie z Siergiejem Tiwiakowem i Robinem van Kampenem)[9], Teheran (turniej ECO Chess Cup, I m.[10]).

Wielokrotnie reprezentował Iran w turniejach drużynowych, m.in.:
- ośmiokrotnie na olimpiadach szachowych (w latach 2000, 2002, 2004, 2006, 2008, 2010, 2012, 2014)[11],
- na drużynowych mistrzostwach świata (w roku 2001)[12],
- siedmiokrotnie na drużynowych mistrzostwach Azji (w latach 1999, 2003, 2005, 2008, 2009, 2012, 2014); sześciokrotny medalista: wspólnie z drużyną – dwukrotnie brązowy (2005, 2009) oraz indywidualnie – złoty (2005 – na I szachownicy), srebrny (2009 – na I szachownicy) i dwukrotnie brązowy (2008 – na I szachownicy, 2014 – na I szachownicy)[13],
- dwukrotnie na igrzyskach azjatyckich (w latach 2006, 2010); medalista: wspólnie z drużyną – brązowy (2006)[14],
- dwukrotnie na halowych igrzyskach azjatyckich (w latach 2007, 2009)[15].

Najwyższy ranking w dotychczasowej karierze osiągnął 1 kwietnia 2005 r., z wynikiem 2633 punktów zajmował wówczas 67. miejsce na świecie.
W dniach 8-9 lutego 2011 r. Ehsan Ghaem Maghami pobił rekord świata w pod względem największej jednoczesnej liczby partii w seansie symultanicznym, rozgrywając 604 pojedynki, z których 580 wygrał, 16 zremisował, a 8 przegrał.